# 清华大学人文社科图书馆
清华大学人文社科图书馆，简称人文社科图书馆或文图，是一座位于中国北京市清华大学校园内的学术图书馆，是清华大学图书馆体系的组成部分，主要收藏中外文人文社科类的图书和期刊，并承办人文社会科学学科的学术活动。图书馆设计坐席约1000席，设计馆藏容量120万册（截至2019年底，实际馆藏量超90万册）。

## 馆舍建筑
人文社科图书馆馆舍是清华大学百年校庆重点工程之一，由凯风公益基金会捐资修建。馆舍位于清华综合公共功能核心区，南为人文楼，北与学生宿舍8号楼隔路相望，东邻土木馆，西接南北主干道学堂路，馆舍基地与周边道路平均高差4米，西北角接邻学堂路处设有阶梯。馆舍高18米，占地面积约9300平方米，建筑总面积约20000平方米，共7层，包括地下两层密集书库、地面层和地上四层。
图书馆由马里奥·博塔建筑师事务所与中国建筑科学研究院联合设计，此前马里奥·博塔曾与中国建筑科学研究院联合设计了清华大学艺术博物馆。设计工作历时自2009年1月月开始历时9月，瑞士建筑师马里奥·博塔（Mario Botta）于3月完成了馆舍的方案设计，建筑平面布置北侧为南北向带锯齿状的矩形、西侧为圆环形，矩形与圆形相互穿插构成钥匙的意象，寓意着图书馆是打开知识大门的钥匙，建筑立面使用浅褐色石材实现与校园整体色调统一协调，建筑内饰为黑底、白墙、米色吊顶以突出简洁。馆舍建筑工程于2009年8月15日正式开工，2011年3月竣工；2011年4月23日图书馆正式开馆。

## 馆藏及服务设施
人文社科图书馆馆藏文献以人文社科类的图书和期刊为主，馆藏来源除图书馆采购外，也包括康乃爾大學圖書館转让的出版时间自1854至2007年的9万册人文社科类图书，还包括中国籍犹太裔作家伊斯雷尔·爱泼斯坦赠书、波士顿大学罗伯特·科恩教授赠书、日本东北大学教授服部文男赠书和清华大学图书馆自2007年开始收集的地方志和地方文献等特色馆藏。所有主要馆藏文献按照学科分类体系不分语种混合排列、开架借阅。人文社科图书馆除图书阅览区外，设有个人研读间、团体研讨间、自修室以及会议室、展览厅等不同的功能服务区域，并提供自助文印设备、自助借还设备等。